# S
S o s (in italiano esse, pron. "èsse") è la diciassettesima lettera dell'alfabeto italiano e la diciannovesima in quello latino. In italiano viene utilizzata per indicare sia la S sorda di sasso (fricativa alveolare sorda), che la S sonora di sbaglio (fricativa alveolare sonora).
[s] è anche il simbolo usato nell'alfabeto fonetico internazionale per indicare esclusivamente la consonante fricativa alveolare sorda, mentre la fricativa alveolare sonora viene rappresentata con il simbolo [z].

## Storia
| Proto-semitico š | Fenicio šin | Etrusca | Greco sigma | Latina |
| ---------------- | ----------- | ------- | ----------- | ------ |
|                  |             |         |             |        |

La lettera proto-semitica šîn significava "denti" e trascriveva la consonante fricativa postalveolare sorda /ʃ/ (come in "scettico"). La lingua greca antica non aveva questo fonema, così la lettera sigma fu usata per la fricativa alveolare sorda, valore che conservò in etrusco, latino e italiano, mentre in altre lingue moderne assunse valori diversi.
A partire dal Medioevo la forma minuscola della S fu ſ fino al XV secolo, mentre la forma "S" era usata solo per le maiuscole. Successivamente, con l'invenzione della stampa molti cominciarono a usare la forma minuscola "s" solo come finale di parola. Questa forma si diffuse poi anche nei manoscritti e all'interno delle parole, soppiantando definitivamente la esse lunga nel XIX secolo. Per esempio, la parola inglese "sinfulness" (peccaminosità) nell'Alto Medioevo era scritta "ſinfulneſſ", poi venne usata la scrittura "ſinfulneſs" nelle stampe, mentre la forma moderna "sinfulness" si diffuse a partire dal XIX secolo, soprattutto per evitare confusioni tra la ſ e la F minuscola. La legatura di "ſs" (o "ſz") divenne in tedesco ß.

## Lettere e simboli simili
- Ŝ, ŝ — S-circonflessa
- Ş, ş — S-cediglia
- Ś, ś — S con accento acuto
- Š, š — S-caron

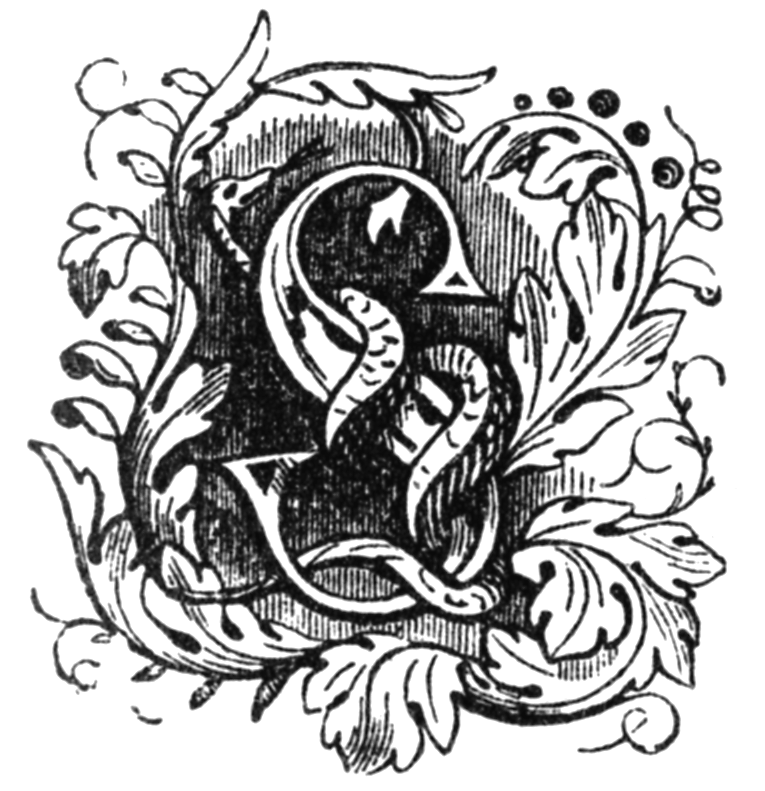
Esempio di capolettera

- Ș, ș — S con virgola sotto (usata in rumeno)
- ʂ — (usata nell'alfabeto fonetico internazionale per indicare una fricativa retroflessa sorda)
- Ṡ, ṡ — s con punto sopra (usata nella vecchia grafia del gaelico irlandese: nella grafia attuale, sostituita dal digramma sh)
- Ṣ, ṣ — s con punto sotto (usata in ladino ampezzano e nelle traslitterazioni dell'arabo e delle lingue indoarie; in alcuni dizionari italiani, si usa per indicare la pronuncia sonora della S, come nella parola "rosa")
- Ṥ, ṥ
- Ṧ, ṧ
- Ṩ, ṩ
- Ƨ, ƨ — S rovesciata (usata nella lingua zhuang dal 1957 al 1982, nella trascrizione fonetica delle lingue gallo-italiche è la trascrizione fonetica de Luciano Canepari)
- ſ — s lunga (variante grafica in uso anticamente)
- ʃ — esh (usata nell'alfabeto fonetico internazionale per indicare una fricativa postalveolare sorda)
- ∫, ∫ — il segno dell'integrale
- $ — il simbolo del dollaro, del peso e di varie altre monete (la S nel simbolo è l'iniziale del latino solidus)
- ß — la Eszett della lingua tedesca